# Adolescence
Adolescence är en brittisk kriminaldramaserie vars första säsong, bestående av fyra avsnitt, hade premiär den 13 mars 2025 på strömningstjänsten Netflix. Serien är regisserad av Philip Barantini efter ett manus skrivet av Stephen Graham och Jack Thorne.
Serien har uppmärksammats för att varje avsnitt, som är en timme långt, har filmats i en enda tagning. Seriens handling, som bland annat skildrar de dödliga följderna av toxisk maskulinitet, nätradikalisering och missbruk av sociala medier, gav upphov till en politisk debatt i Storbritannien. Under de fyra första dagarna efter premiären hade serien nära 25 miljoner visningar och blev Netflix mest sedda serie i över 70 länder.

## Handling
Serien handlar om hur en familjs värld ställs på ända när sonen, den 13-årige Jamie Miller, arresteras för att ha mördat en skolkamrat. Det visar sig att han har radikaliserats av misogyna influerare på nätet efter att tidigare ha utsatts för nätmobbning och bland annat kallats för ”incel” av skolkamrater. Föräldrarna har varit ovetande kring vad som hänt och åtalen mot deras son tvingar dem att konfrontera varje förälders värsta mardröm.

## Rollista (i urval)
- Stephen Graham – Eddie Miller
- Ashley Walters – Luke Bascombe
- Erin Doherty – Briony Ariston
- Owen Cooper – Jamie Miller
- Faye Marsay – Misha Frank
- Christine Tremarco – Manda Miller
- Mark Stanley – Paul Barlow